# Piabuna longispina
Piabuna longispina is een spinnensoort uit de familie van de Phrurolithidae.
De wetenschappelijke naam van de soort werd in 1935 gepubliceerd door Ralph Vary Chamberlin & Wilton Ivie.